# Biographisches Lexikon zur Geschichte der deutschen Sozialpolitik 1871 bis 1945
Das Biographische Lexikon zur Geschichte der deutschen Sozialpolitik 1871 bis 1945 ist ein zweibändiges Lexikon mit Biographien von Persönlichkeiten aus dem Bereich der Sozialpolitik aus der Zeit seit der Ausrufung des Deutschen Kaiserreichs im Jahr 1871 bis zum Ende der Zeit des Nationalsozialismus und dem Zweiten Weltkrieg 1945. Herausgeber und Bearbeiter des 2010 im Verlag der kassel verlag university press GmbH mit Sitz in Kassel erschienenen ersten Bandes mit dem Untertitel Sozialpolitiker im Deutschen Kaiserreich: 1871 bis 1918 waren Eckhard Hansen und Florian Tennstedt unter Mitarbeit von Karin Christl und anderen.

## Erster Band
Der erste Band entstand in Verbindung mit einem bewilligten zweijährigen Forschungsprojekt der Deutschen Forschungsgemeinschaft (DFG) vom April 2007 bis März 2009 sowie in weiterer Arbeit bis November 2010 unter der ISBN 978-3-86219-038-6. Zudem veröffentlichte die Universität Kassel das Werk mit der ISBN 978-3-86219-039-3 auf ihrer Webseite mit Volltextrecherche als PDF-Dokument. Dort finden sich unter anderem Übersichten über Sozialgesetze und beteiligte Politiker aus der Zeit von 1871 bis 1916 sowie „[...] historische Erläuterungen zur Übersicht“.

## Zweiter Band
Der zweite Band erschien 2018. Bearbeiter waren Eckhard Hansen, Christina Kühnemund, Christine Schoenmakers, Florian Tennstedt. Damit liegen insgesamt über 500 Lebensläufe ausgewählter Experten der Sozialpolitik bis 1945 vor.